# Солли, Питер
Питер «Пит» Солли (англ. Peter "Pete" Solley; 19 октября 1948, Лондон — 16 ноября 2023) — британский органист на органе Хаммонда и пианист. Номинант на премию «Грэмми» в качестве музыкального продюсера. Записывался с такими группами и исполнителями, как Эрик Клэптон, Эл Стюарт, Артур Браун и Whitesnake (играл в её составе с марта по июль 1978 года). В качестве продюсера сотрудничал с Тедом Ньюджентом, Oingo Boingo, Motörhead, The Romantics, Jo Jo Zep with Des 'Animal' McKenna, Питером Фрамптоном, The Sports, Несокрушимым Эриком и др.

## Биография
В возрасте 13 лет поступил учиться в лондонский Trinity College of Music и после его окончания стал сессионным музыкантом. В конце 1960-х годов он играл в The Thunderbirds, аккомпанирующей группе певца Криса Фарлоу, а также в аккомпанирующей группе Терри Рида, которая в 1968 году гастролировала по США вместе с The Rolling Stones и Cream. В 1969 году стал органистом группы The Crazy World of Arthur Brown, заменив в ней Винсента Крейна и играл с ней вплоть до её распада в 1970 году.
Также Солли был одним из основателей прогрессив-рок-группы Paladin, которая примечательна тем, что обложку их второго альбома Paladin Charge! сделал сам Роджер Дин. После распада группы в 1973 году, басист Питер Беккетт присоединился к Стиву Кипнеру и Стиву Гровсу в их группу Tin Tin.
После участия ещё в нескольких коллективах, в 1977 году он становится участником прогрессив-рок-группы Procol Harum, став в ней играть на органе и синтезаторе, (тем самым позволив Крису Коппингу переключиться на бас-гитару). При его участии группа записала альбом Something Magic и отправилась в его тур-поддержку, после которого прекратила своё существование.
В 1980-е годы Солли начал писать ди-джинглы для различных телевизионных передач и для компаний, например для British Airway, BMW и Coca Cola. В это время он также стал заниматься продюсированием. Сотрудничал в качестве продюсера с такими австралийскими группами, как Sports (Don’t Throw Stones) и Jo Jo Zep & The Falcons (Screaming Targets, Hats Off Step Lively). Наиболее известной продюсерской работой Солли является сингл группы The Romantics 1980 года — «What I Like About You», а за продюсирование альбома 1916 группы Motörhead он был номинирован на премию «Грэмми».
В 1997 году он ненадолго присоединился к группе Procol Harum, на время их концерта в Редхилле, а в 2004 году выступал вместе с их вокалистом Гэри Брукером на концерте в Гилфорде.
Солли имеет румынское происхождение; его бабушка и дедушка были родом из Румынии.
Его отец Лесли Солли был британским политиком и адвокатом.